# Hatrize
Hatrize ist eine französische Gemeinde mit 1.315 Einwohnern (Stand 1. Januar 2022) im Département Meurthe-et-Moselle in der Region Grand Est (vor 2016 Lothringen). Sie gehört zum Arrondissement Val-de-Briey und ist Mitglied im Gemeindeverband Communauté de communes Orne Lorraine Confluences. Die Bewohner werden Hatriziens und Hatriziennes genannt.

## Geografie
Hatrize liegt an der Orne. einem Nebenfluss der Mosel, etwa 21 Kilometer westnordwestlich von Metz. Umgeben wird Hatrize von den Nachbargemeinden Valleroy im Norden, Moineville im Osten, Giraumont im Süden, Labry im Westen und Südwesten sowie Abbéville-lès-Conflans im Westen und Nordwesten.

## Bevölkerungsentwicklung
| Jahr                       | 1962 | 1968 | 1975 | 1982 | 1990 | 1999 | 2006 | 2019 |
| Einwohner                  | 687  | 738  | 663  | 787  | 704  | 684  | 729  | 773  |
| Quellen: Cassini und INSEE |      |      |      |      |      |      |      |      |

## Sehenswürdigkeiten
- Pfarrkirche Saint-Martin mit Ursprüngen aus dem 12. Jahrhundert, seit 1990 als Monument historique eingeschrieben
- Festes Haus aus dem 16. Jahrhundert, seit 1996 in Teilen als Monument historique eingeschrieben
- Ruine einer alten Wassermühle an einem Seitenarm der Orne aus dem 15. Jahrhundert
- Ehemaliges Ossuarium aus dem 16. und 18. Jahrhundert, seit 1990 als Monument historique klassifiziert

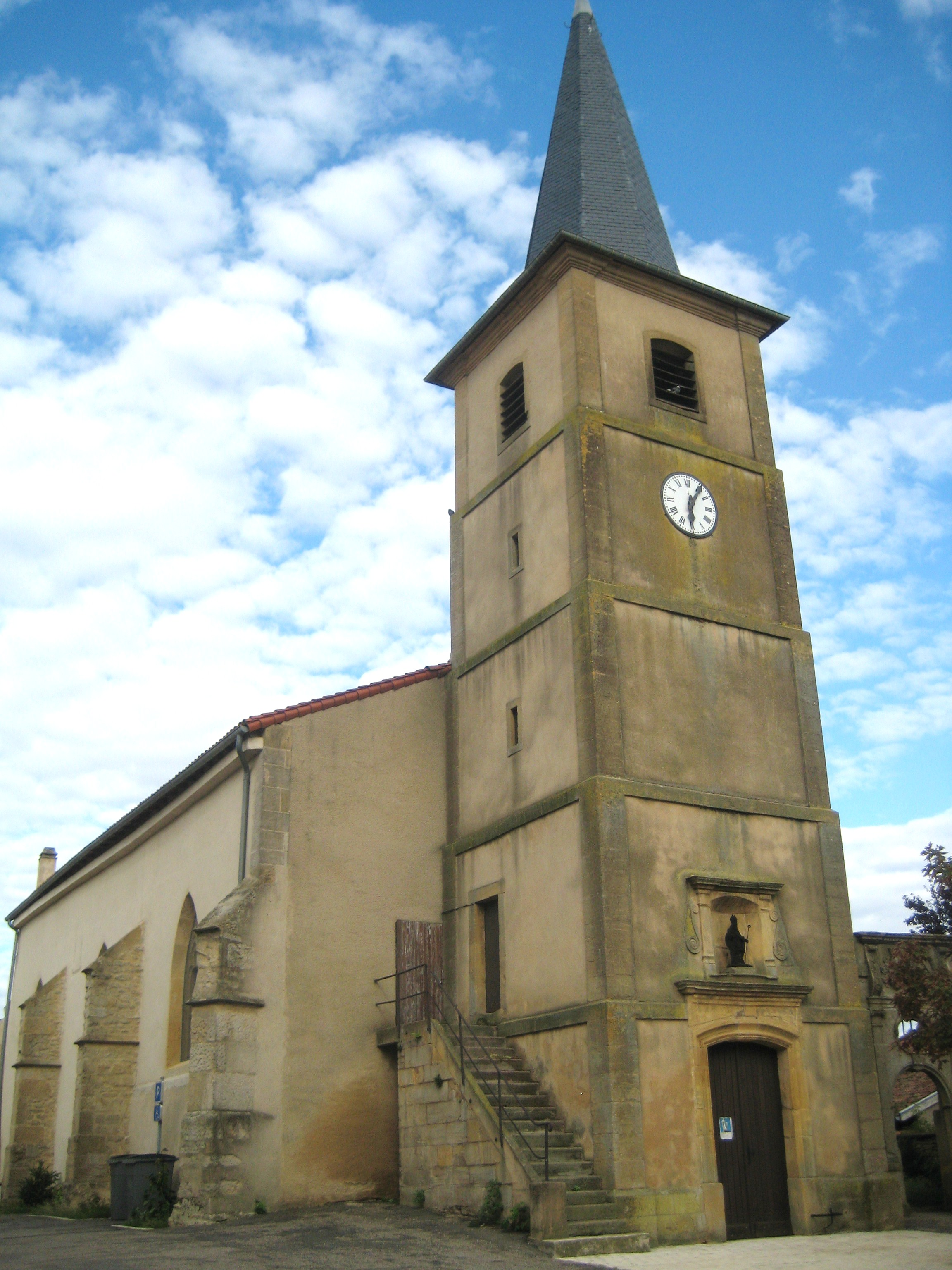
Pfarrkirche Saint-Martin
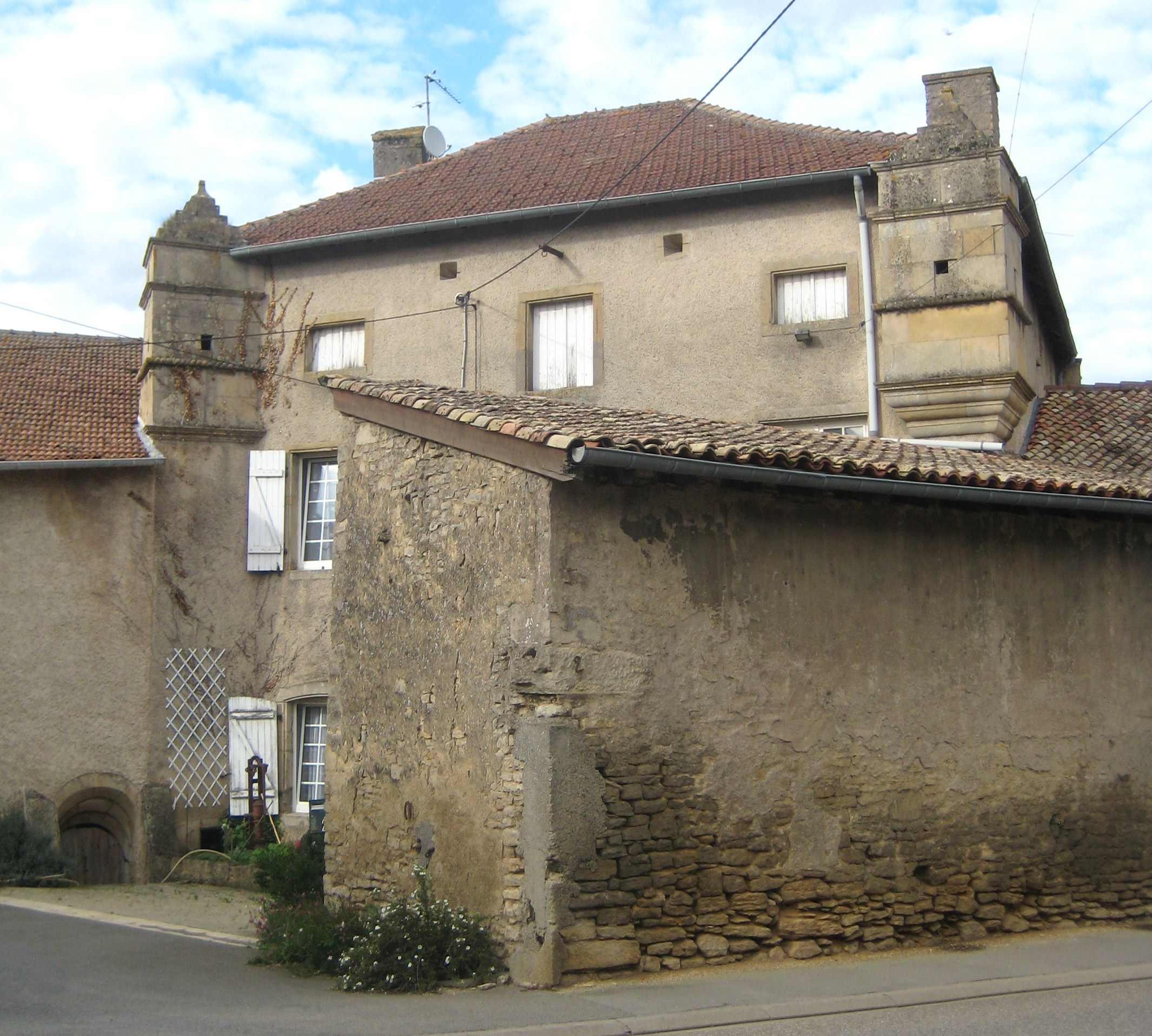
Festes Haus
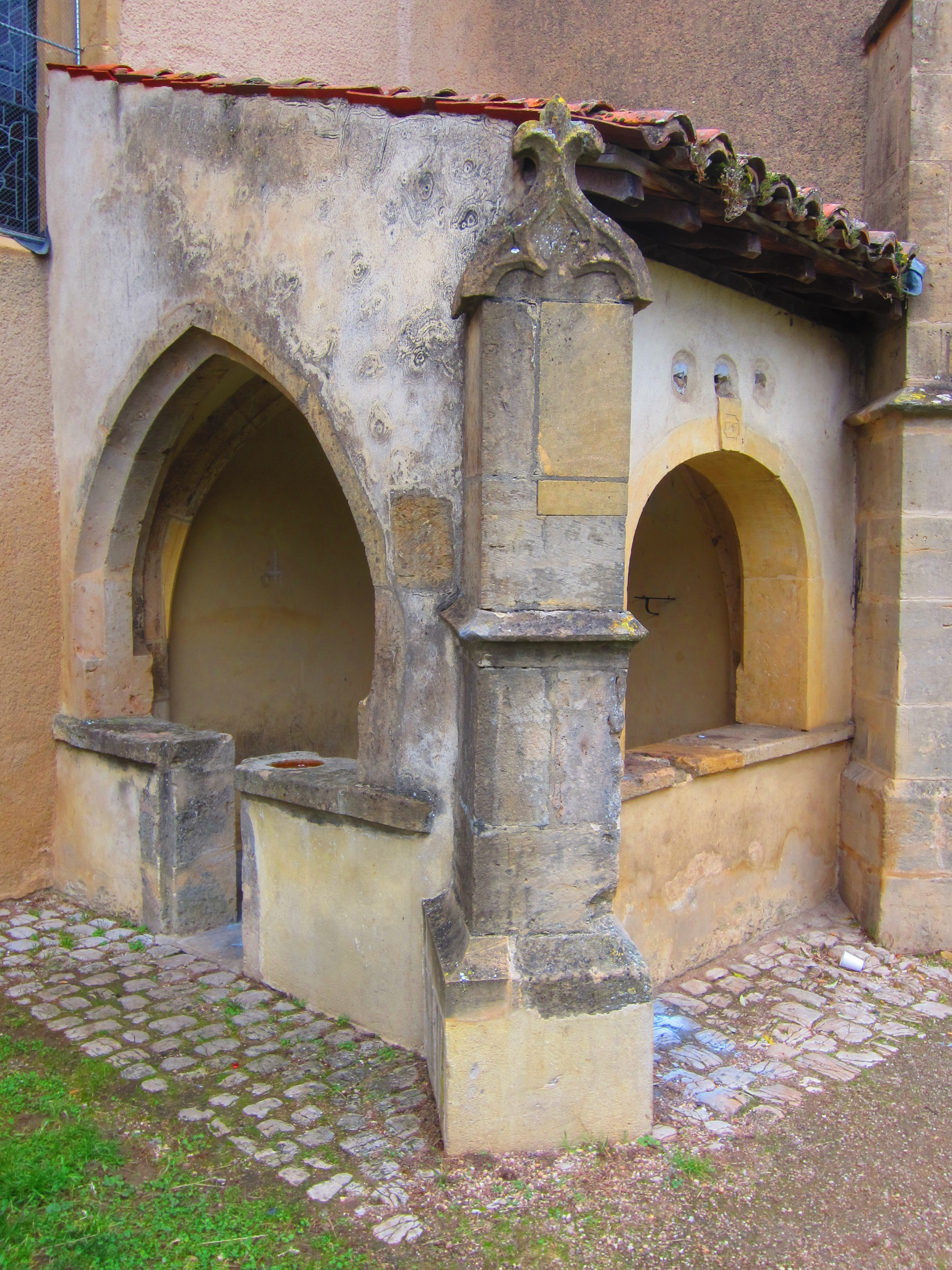
Ossuarium

## Verkehr
Der Haltepunkt Hatrize liegt an der Bahnstrecke Saint-Hilaire-au-Temple–Hagondange.